# 苑世剑
苑世剑（1963年1月—），哈尔滨工业大学流体高压成形研究所所长、教授，主要从事塑性成形理论与技术等方面的研究工作。入选中华人民共和国教育部第八批"长江学者"特聘教授，曾获得中国国家技术发明二等奖。